# Croix de Saint-Martin
La croix de Saint-Martin  est située à Plouzélambre en France.

## Localisation
La croix est située sur la commune de Plouzélambre, dans le département des Côtes-d'Armor en région Bretagne.

## Historique
La croix est inscrite au titre des monuments historiques par arrêté du 22 décembre 1927.